# 에어리어 51 (2005년 비디오 게임)
에어리어 51(Area 51)은 2005년 출시된 SF 1인칭 슈팅 비디오 게임이다. 미드웨어 스튜디오스 오스틴이 개발하고 미드웨이 게임스가 플레이스테이션 2, 엑스박스, 마이크로소프트 윈도우용으로 배급하였다. 닌텐도 게임큐브 버전 또한 개발 중이었으나 조용히 취소되었다. 동명의 1995년 라이트 건 비디오 게임의 느슨한 리메이크 작품이다.
저명한 목소리 출연 배우로 데이비드 듀코브니, 마릴린 맨슨, 파워스 부스, 놀런 노스, 이언 애버크롬비 등이 있다.

## 평가
| 평론 점수 평론사 점수 PC PS2 엑스박스 에지 6/10 [ 1 ] 6/10 [ 1 ] 6/10 [ 1 ] EGM N/A 8/10 [ 2 ] 8/10 [ 2 ] 유로게이머 N/A 8/10 [ 3 ] N/A 게임 인포머 N/A 8.5/10 [ 4 ] 8.5/10 [ 4 ] 게임 레볼루션 N/A C+ [ 5 ] C+ [ 5 ] 게임프로 N/A [ 6 ] N/A 게임스팟 6.9/10 [ 7 ] 7.2/10 [ 8 ] 7.2/10 [ 8 ] 게임스파이 [ 9 ] N/A [ 10 ] 게임트레일러스 N/A 7.3/10 [ 11 ] 7.3/10 [ 11 ] 게임존 7.5/10 [ 12 ] 8.5/10 [ 13 ] 8.2/10 [ 14 ] IGN 7.5/10 [ 15 ] 8.5/10 [ 16 ] 8/10 [ 17 ] OPM (US) N/A [ 18 ] N/A OXM (US) N/A N/A 6.8/10 [ 19 ] PC 게이머 (US) 73% [ 20 ] N/A N/A Maxim 6/10 [ 21 ] N/A N/A The Sydney Morning Herald N/A [ 22 ] [ 23 ] 통합 점수 메타크리틱 67/100 [ 24 ] 75/100 [ 25 ] 72/100 [ 26 ] |        |        |          |
| 평론 점수 |        |        |          |
| 평론사 | 점수   | 점수   | 점수     |
| 평론사 | PC     | PS2    | 엑스박스 |
| 에지 | 6/10   | 6/10   | 6/10     |
| EGM | N/A    | 8/10   | 8/10     |
| 유로게이머 | N/A    | 8/10   | N/A      |
| 게임 인포머 | N/A    | 8.5/10 | 8.5/10   |
| 게임 레볼루션 | N/A    | C+     | C+       |
| 게임프로 | N/A    | [ 6 ]  | N/A      |
| 게임스팟 | 6.9/10 | 7.2/10 | 7.2/10   |
| 게임스파이 | [ 9 ]  | N/A    | [ 10 ]   |
| 게임트레일러스 | N/A    | 7.3/10 | 7.3/10   |
| 게임존 | 7.5/10 | 8.5/10 | 8.2/10   |
| IGN | 7.5/10 | 8.5/10 | 8/10     |
| OPM (US) | N/A    | [ 18 ] | N/A      |
| OXM (US) | N/A    | N/A    | 6.8/10   |
| PC 게이머 (US) | 73%    | N/A    | N/A      |
| Maxim | 6/10   | N/A    | N/A      |
| The Sydney Morning Herald | N/A    | [ 22 ] | [ 23 ]   |
| 통합 점수 |        |        |          |
| 메타크리틱 | 67/100 | 75/100 | 72/100   |